# 坂合部稲積
坂合部 稲積（さかいべ の いなつみ）は、飛鳥時代の貴族。姓は連。冠位は不明。

## 経歴
『日本書紀』に引用された、『伊吉博徳書』にのみ現れる人名である。名前からすると、後述の坂合部磐鍬の縁者であろうと思われる。
斉明天皇5年（659年）7月に第四次遣唐使に加わり、大使・坂合部磐鍬の船に乗船し、難波の三津浦より出発。新羅・百済戦の影響で朝鮮半島を北上するルートが取れずに、呉唐の路（江南路）をとって渡唐した。9月11日に筑紫の大津浦（博多湾）をたち、朝鮮半島西南端の小島で台風を避けるなど、用心を重ねている。しかし、大海（東シナ海）に出た後、9月15日の日入の時に磐鍬の船は横からの逆風に遭い、南海の島に漂着し、ここで、磐鍬らは島の民によって滅ぼされた。残された稲積と、東漢長阿利麻ら5人は難を逃れて、島人の船に盗み乗って、括州（現在の浙江省麗水）に到達した。州県の官人は彼らを洛陽まで送り届けてくれた、という。
その後、斉明天皇6年（660年）10月16日、長い軟禁生活から解放された遣唐副使の津守吉祥・伊吉博徳らと洛陽で再会している。「阿利麻等五人に相見ることあり」とあるのだから、この時も生存者5名はともに行動していたものと思われる。その後は吉祥一行に加わったものと思われるが、以後の事績は不明である。
坂合部連氏は、天武天皇13年（684年）の「八色の姓」により、宿禰姓を与えられている。